# Lipá
Lipá (filipino: Lungsod ng Lipa; /Li-pâ/) es, junto con Batangas y Tanauán, una de las tres ciudades de la provincia de Batangas, en Filipinas.
Se encuentra situada 78 km al sur de Manila y conforme al censo de 2007 contaba con una población de 260.558 habitantes que ocupaban  41.962 viviendas. La ciudad se encuentra en el centro de la Región IV-A, en el corazón de Batangas.

## Arquidiócesis
La ciudad es sede de la Arquidiócesis de Lipá (Latín: Archidioecesis Lipensis) una archidiócesis católica.
La sede episcopal se encuentra en la Catedral de San Sebastián.

## Historia
El 21 de octubre de 1887 María Cristina, Regente de España por la minoría de edad de su hijo Alfonso XIII, otorga a Lipa el título de Villa de Lipa, autorizando su escudo de armas. En 1888 obtiene el título de ciudad con regocijo de los lipeños.

## Barangays
El municipio Ramon Magsaysay se encuentra subdividido en 72 barangays, a saber:

### Barangays urbanos
- Población Barangay 1
- Población Barangay 2
- Población Barangay 3
- Población Barangay 4
- Población Barangay 5
- Población Barangay 6
- Población Barangay 7
- Población Barangay 8
- Población Barangay 9
- Población Barangay 9-A
- Población Barangay 10
- Población Barangay 11

### Distrito Norte
- Balintawak
- Marawoy
- Dagatan
- Lumbang
- Talisay
- Bulacnin
- Pusil
- Bugtong na Pulo
- Inosluban
- Plaridel
- San Lucas

### Distrito Este
- San Francisco
- San Celestino
- Malitlit
- Santo Toribio
- San Benito
- Santo Niño
- San Isidro (formerly Sapac)
- Munting Pulo
- Latag
- Sabang
- Tipacan
- San Jose
- Tangob
- Antipolo Del Norte
- Antipolo Del Sur
- Pinagkawitan

### Distrito Oeste
- Halang
- Duhatan
- Pinagtong-ulan
- Bulaklakan
- Pangao
- Bagong Pook
- Banay-banay
- Tambo
- Sico
- Base Aérea de Fernando
- San Salvador
- Tangway
- Tibig
- San Carlos
- Mataas Na Lupa

### Distrito Sur
- Adya
- Lodlod
- Cumba
- Quezon
- Sampaguita
- San Sebastián (Balagbag)
- San Sebastián (Balagbag)
- Anilao
- Anilao-Labac
- Pag-olingin Bata
- Pag-olingin Eete
- Pag-olingin Oeste
- Malagonlong
- Bolbok
- Rizal
- Mabini
- Calamias
- San Guillermo

- Inosluban
- Kayumanggi
- Labac
- Población Barangay 12

## Personajes ilustres
- Armin Luistro, ministro de Educación desde 2010 y Superior General del Instituto de los Hermanos de las Escuelas Cristianas desde 2022
- Emilio Inciong, periodista y escritor fundado de la revista Nueva Era en español (1935-2009)